# Rührei-Theorie
Als Rührei-Theorie („Ein verdorbenes Ei verdirbt den ganzen Brei“) wird eine Lehre des deutschen Arbeitskampf- und Streikrechts bezeichnet. Der Begriff wurde 1966 von Wilhelm Reuss geprägt.
Sie setzt sich mit der Frage auseinander, wie es sich auswirkt, wenn in einem Arbeitskampf der Forderungskatalog Teile enthält, die in diesem Arbeitskampf nicht verfolgt werden dürfen. Wenn also beispielsweise bezüglich einer Teilforderung  Friedenspflicht besteht oder diese Forderung als sittenwidrig gilt. Nach der Theorie infiziert eine einzige unzulässige Tarifforderung das Forderungspaket, so dass auch die nicht betroffenen Forderungen nicht durch denselben beschlossenen und verlautbarten Arbeitskampf durchgesetzt werden dürfen. Dies vollkommen unabhängig davon, welchen Stellenwert quantitativ und qualitativ diese Teilforderung im Gesamtpaket hat. Dies gelte insbesondere auch dann, wenn im Lauf des Arbeitskampfs diese unzulässigen Forderungen aufgegeben werden. Der Arbeitskampf sei zu beenden und neu zu begründen.
Teilweise wird dies auf Hauptforderungen beschränkt, unzulässige Nebenforderungen seien unschädlich.
Die Gegenauffassung lässt es zu, dass im Arbeitskampf einzelne unzulässige Forderungen fallen gelassen werden und der Streik danach fortgesetzt wird. Der Arbeitskampf sei zwar bis zu diesem Zeitpunkt des Fallenlassens rechtswidrig, danach jedoch rechtmäßig. Dieser Argumentation sind einige Instanzgerichte gefolgt. Das Bundesarbeitsgericht hatte dies lange nicht entschieden, sondern für Nebenforderungen ausdrücklich offen gelassen. 2016 schloss sich das Bundesarbeitsgericht ausdrücklich der Rührei-Theorie an. Für die Zeit der ursprünglichen Rechtswidrigkeit schuldet die Arbeitskampfpartei grundsätzlich Schadenersatz.